# Château de Flehingen
Le château de Flehingen (allemand : Wasserschloss Flehingen) est un château entouré de douves situé en Allemagne à Flehingen, village dépendant de la commune d'Oberderdingen, au nord-est de l'arrondissement de Karlsruhe (Bade-Wurtemberg). Ce château Renaissance a longtemps été en possession des seigneurs de Flehingen, dont il était le berceau.

## Historique

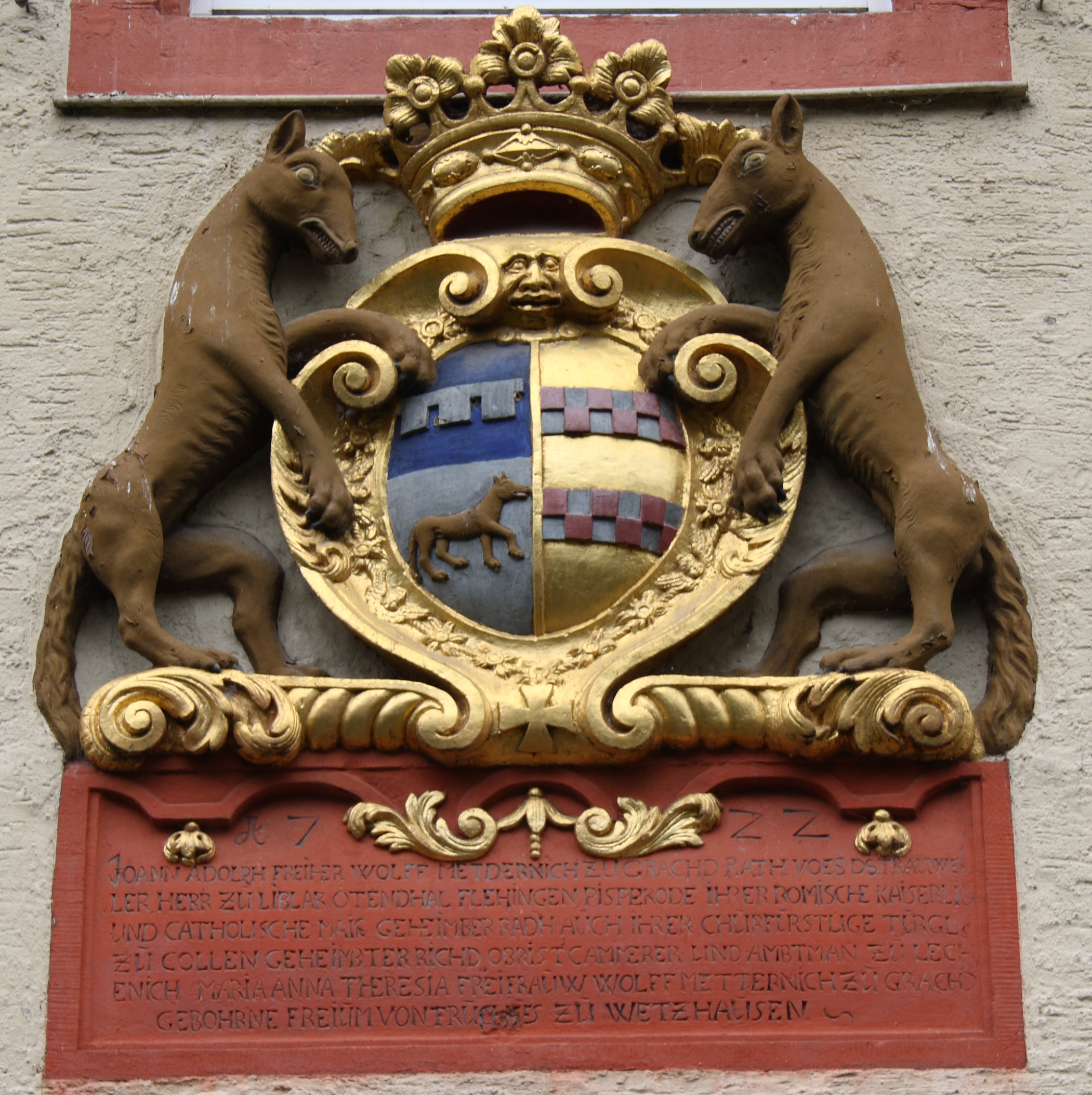
Blason de mariage (1722) des Wolff-Metternich zur Gracht et des Truchseß von Wetzhausen, au-dessus du portail.

Un château est déjà mentionné en 1353 à cet emplacement. Il est vendu en 1366 aux seigneurs de Strahlenberg, puis acquis par le prince Robert Ier du Palatinat en 1368, ainsi que Sickingen. il entre dans les possessions seigneuriales des Flehingen en 1396.
Les bâtiments actuels sont construits sur les fondations d'un château démoli en 1504 pendant la guerre de succession de Landshut et brûlé par les troupes du comte Ulrich VI de Wurtemberg. Il date de 1565 et a été érigé par Ludwig Wolf von Flehingen (1517−1600) et son épouse Anna, née Göler von Ravensburg. Après 1636, le domaine seigneurial et le château reviennent aux comtes von Wolff-Metternich zur Gracht. En 1803, Flehingen fait partie du grand-duché de Bade et le château reste en possession des Wolff-Metternich zur Gracht.
Le château et le domaine sont vendus en 1876 pour 550 000 marks à la commune de Flehingen. Le grand-duché de Bade acquiert le château en 1894 pour en faire un établissement d'enseignement. L'intérieur du château est totalement réaménagé à cet effet en 1904 et 1905. Aujourd'hui il sert de centre d'éducation pour l'association communale de la jeunesse et de l'action sociale du Bade-Wurtemberg et abrite quatre écoles techniques d'État.

## Source
- (de) Cet article est partiellement ou en totalité issu de l’article de Wikipédia en allemand intitulé « Wasserschloss Flehingen » (voir la liste des auteurs).